# لوري ألان
لوري ألان (بالإنجليزية: Laurie Allan)‏ هو عازف جاز بريطاني، ولد في 19 فبراير 1943 في لندن في المملكة المتحدة.

## وصلات خارجية
- لوري ألان على موقع ميوزك برينز (الإنجليزية)
- لوري ألان على موقع أول ميوزيك (الإنجليزية)
- لوري ألان على موقع ديسكوغز (الإنجليزية)